# アンキロサウルス
アンキロサウルス (学名 Ankylosaurus) は、中生代白亜紀後期（約6,800万年前 - 6,600万年前）の現北アメリカ大陸に生息した植物食恐竜の属の一つ。鳥盤目 - 曲竜下目 -アンキロサウルス科に属する。属名は「連結したトカゲ」の意。

## 形態
体長は約5.5 - 10.7メートル、体重は約4.5 -7トン。戦車のように体を覆う装甲と、先端に大きな骨塊のついた尾をもつ。装甲は楕円形の骨板と骨質のスパイクで構成されていた。その装甲化はまぶたにもおよぶ。最大の武器である尾は基部が水平方向への柔軟性を持ち、先端付近は骨質の腱で補強され、そのまま先端の骨塊につながっている。これを左右にハンマーのように振り回すことにより、同時代の獣脚類のような天敵（主としてティラノサウルス）から身を守っていたと推定される。なお、装甲は皮膚（鱗）から発達したものであるが、骨質化していることから全体が化石となって残る。こうした鎧があったため、天敵がアンキロサウルスを攻撃する際には、ほぼ唯一の弱点である腹側を攻撃する必要があったものの、前述の鎧や重心の位置、数トンもの体重により、それは非常に困難だった。
頭骨は幅広く、後頭部および頬に2対のスパイクを備えていた。その代わりとして、双弓類の特徴である眼窩後部の側頭窓は2つとも失われているほか、前眼窩孔も無い。吻は大きく丸みを帯びているが、これは鼻道がS字型に湾曲しているためである。この大きな鼻腔の使途としては、吸い込んだ空気の加湿や濾過を行っていたとの説もある。
吻端は歯が無く、角質の嘴に置き換わっていた。残った歯列もきわめて貧弱であった。この歯では咀嚼ができないため、嘴で千切りとった植物を丸呑みし、体内で発酵させてから吸収していたと推定される。胴体は幅が広く樽状、四肢は短いが頑丈で、前肢よりも後肢の方が長かった。

## 装甲化
同様に体を装甲化している類として、ノドサウルスが挙げられる。しかし、ノドサウルス類の装甲が中まで密な重装甲となっているのに対し、アンキロサウルス類のそれは内部が空洞でより軽く、運動性に優れている。防御を最小限とし、むしろ尾の先のハンマーを使うことで能動的に身を守っていたと考えられている。同じアンキロサウルス科で研究が進んでいるのは、エウオプロケファルスである。このように、まだ全身骨格の少ないアンキロサウルスの推測の大部分は、別の種で行われる場合もある。

## ギャラリー

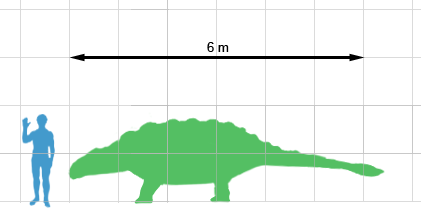
ヒトとの大きさ比較
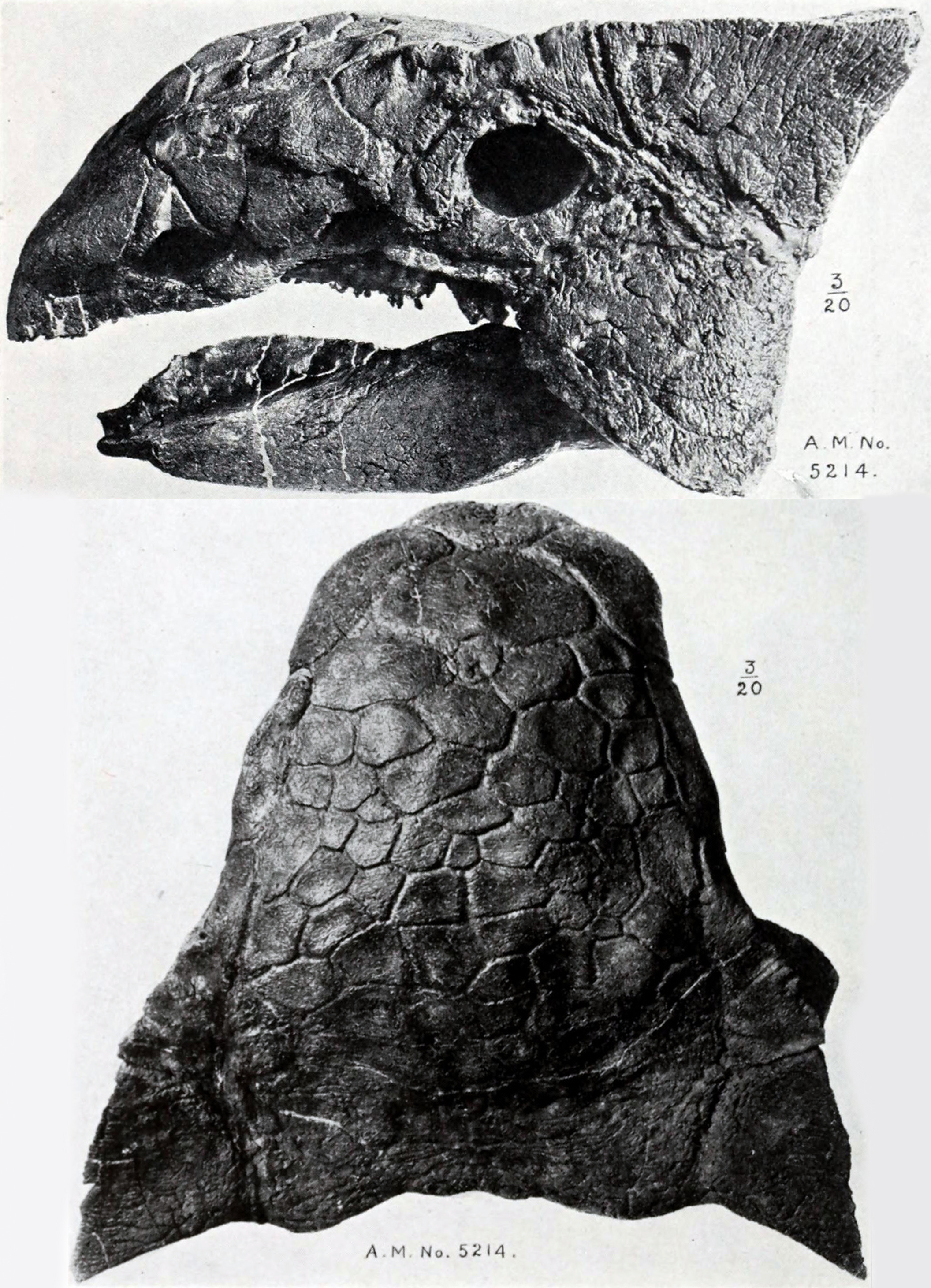
頭骨。眼窩以外の窓が無い。アメリカ自然史博物館蔵。
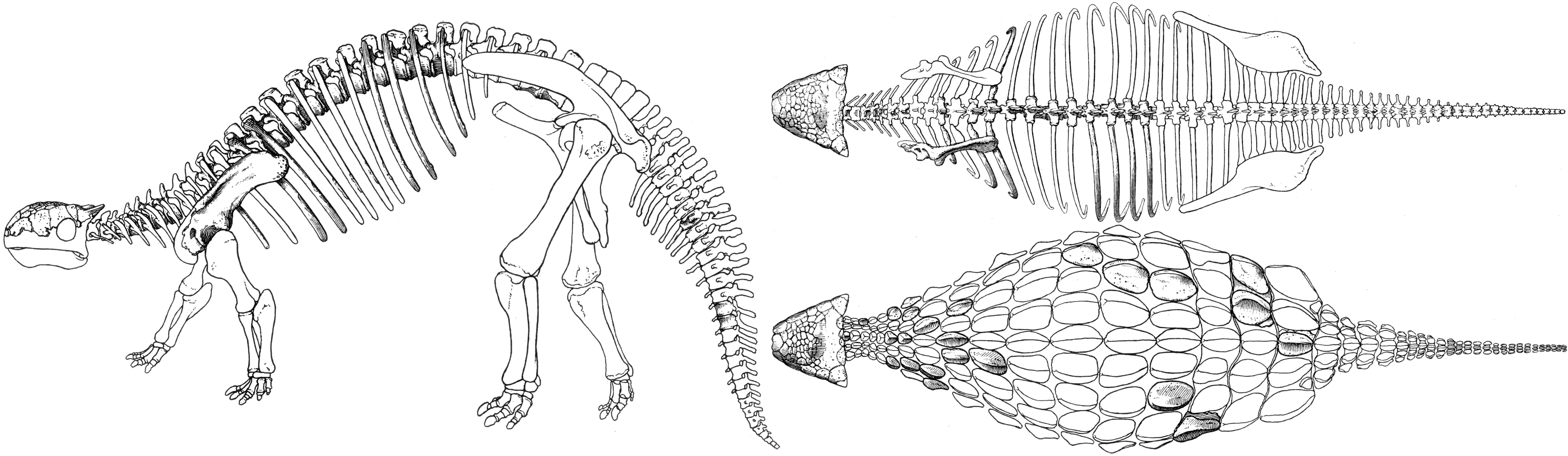
骨格図。記載者バーナム・ブラウンによる。
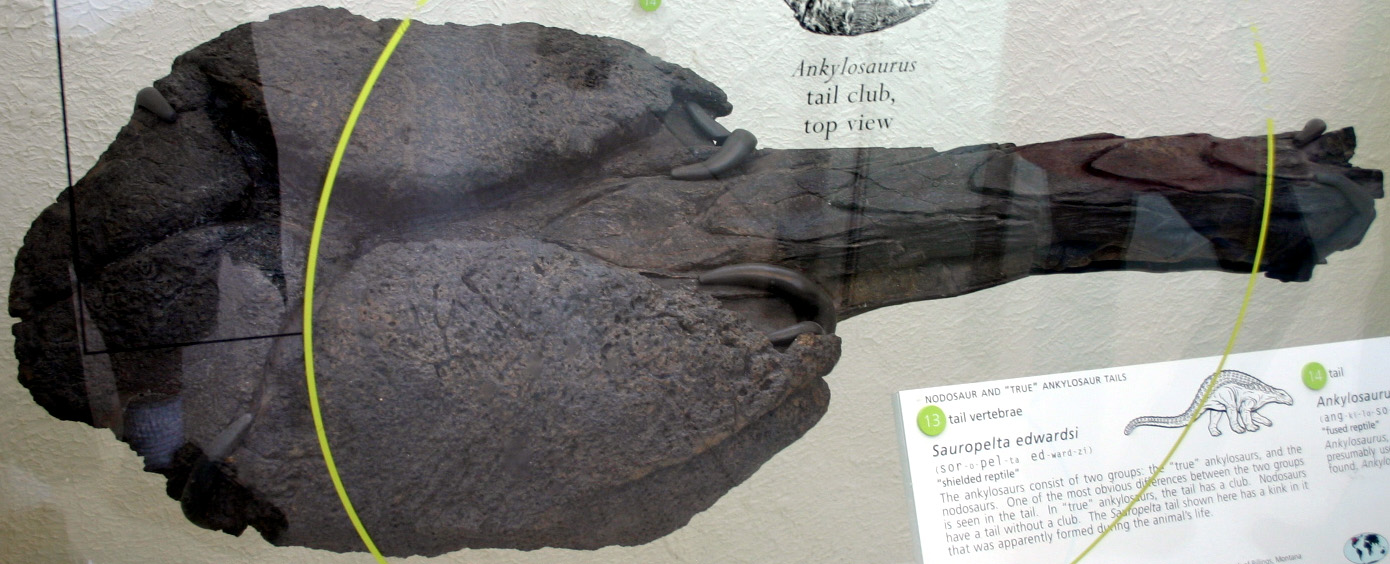
尾の先端のハンマー。アメリカ自然史博物館蔵。
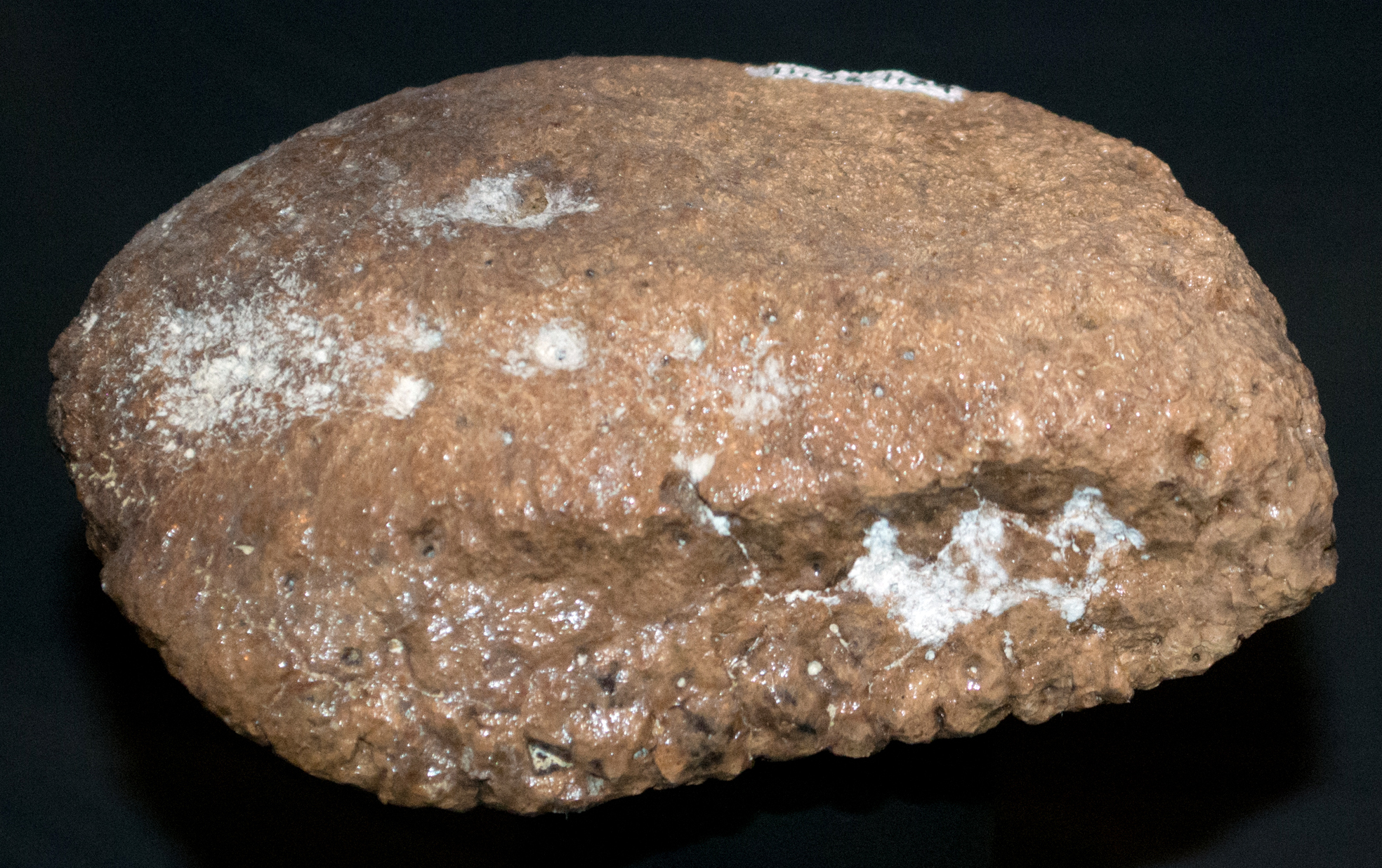
装甲板